# Densidade de Planck
A densidade de Planck é a unidade de densidade, denotada por ρP, no sistema de unidades naturais conhecido como unidades de Planck.
{\displaystyle \rho _{P}={\frac {m_{P}}{l_{P}^{3}}}={\frac {c^{5}}{\hbar G^{2}}}} ≈ 5.1 × 1096 kg/m3
onde:
mP é a massa de Planck
lP é o comprimento de Planck
c é a velocidade da luz no vácuo
{\displaystyle \hbar } é a constante de Dirac
G é a constante gravitacional
Esta é uma unidade extremamente grande, aproximadamente equivalente a 1023 massas solares espremidas no espaço de um único núcleo atômico. Em uma unidade de tempo de Planck após o Big Bang, a densidade de massa do universo é teorizada como tendo aproximadamente a unidade de densidade de Planck.